# Louis V. Joseph de Bourbon, prince de Condé

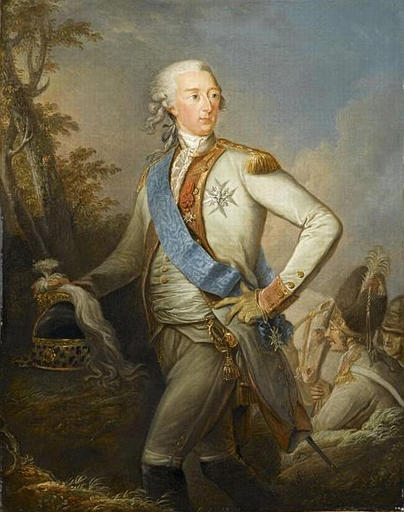
Ludwig V. Joseph, Prince de Condé, um 1760

Louis Joseph de Bourbon (* 9. August 1736 in Paris; † 13. Mai 1818 in Paris) war ein französischer Prinz von Geblüt sowie ab 1772 Herzog von Bourbon, ab 1740 8. Fürst von Condé, Herzog von Bourbonnais und Pair von Frankreich, 9. Herzog von Enghien und Pair von Frankreich, 3. Herzog von Guise und Pair von Frankreich, Herzog von Bellegarde, Ritter der königlichen Orden und des Goldenen Vlieses und Großmeister von Frankreich.
Er war der Sohn von Ludwig IV. Heinrich, Prince de Condé und dessen zweiter Frau Caroline von Hessen-Rotenburg, Tochter des Landgrafen Ernst II.
1753 heiratete er Charlotte de Rohan (1737–1760), Tochter des späteren Kriegsministers und Marschalls Charles de Rohan, prince de Soubise. Im Siebenjährigen Krieg (1756–1763) kämpfte Louis Joseph als General der französischen Armee. 1780 wurde er der letzte königliche Colonel général der Infanterie. 
Er war einer der ersten Adligen, die beim Ausbruch der Französischen Revolution 1789 ins Ausland flohen. Von dort opponierte er gegen die Revolution und die Herrschaft Napoleons. In Frankreich wurde er zum Verräter erklärt und seine Güter beschlagnahmt. 1798 vermählte er sich im englischen Exil zum zweiten Mal mit Marie Catherine de Brignole-Sale (1737–1813), Witwe des Fürsten Honoré III. von Monaco. Er kehrte 1814 zusammen mit Ludwig XVIII. nach Frankreich zurück.
Aus seiner ersten Ehe überlebten ihn zwei Kinder:
- Ludwig VI. Heinrich Joseph (1756–1830), Prince de Condé, Herzog von Bourbon
- Louise Adelaide (1757–1824), Äbtissin von Remiremont